# Batalla de Cremona
|  | Per a altres significats, vegeu «Batalla de Cremona (200 aC)». |

La batalla de Cremona (o Sorpresa de Cremona) es va lliurar l'1 de febrer del 1702 a Cremona (Ducat de Milà / Monarquia Hispànica) en el marc de la Guerra de Successió Espanyola, enfrontant l'exèrcit imperial comandat pel Príncep Eugeni de Savoia amb les tropes de l'aliança borbònica del Duc de Villeroy.

## Antecedents

### La invasió imperial dels territoris hispànics d'Itàlia
A Itàlia l'emperador prengué la iniciativa i a començaments de l'estiu un exèrcit imperial sota el comandament del Príncep Eugeni de Savoia aconseguí de la neutral República de Venècia autorització per travessar el seu territori. D'aquesta manera les tropes imperials aconseguiren penetrar a la vall del riu Po el 28 de maig prenent per sorpresa als exèrcits borbònics.

### Primera derrota borbònica i replegament

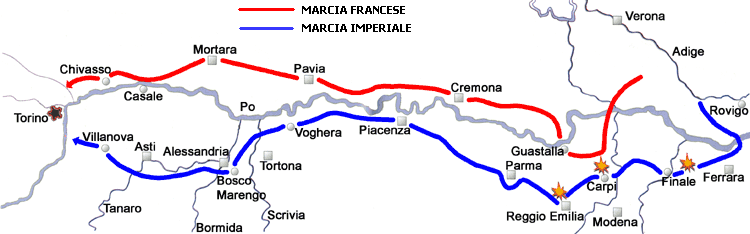
Front italià de la Guerra de Successió

Ambdós exèrcits es mantingueren diversos dies expectants mentre es vigilaven, però la nit del 8 de juliol del 1701 el Príncep Eugeni de Savoia sorprengué novament el Mariscal Nicolas Catinat en travessar el riu Adige, atacant l'aïllada cavalleria borbònica el 9 de juliol que fou derrotada en la batalla de Carpi.
Els exèrcits borbònics es replegaren rere el riu Oglio adoptant una posició defensiva, però de resultes de la derrota el comandant en cap Nicolas Catinat fou destituït i rellevat pel Duc de Villeroy. Aquest, sense gaires dots militars però desitjós de complaure Lluís XIV de França per haver-lo nomenat, travessà triomfal el riu Oglio desitjós de presentar batalla als exèrcits imperials.

### Contraofensiva i nova derrota borbònica
El Duc de Villeroy, sense gaires dots militars però desitjós de complaure Lluís XIV de França per haver-lo nomenat, travessà triomfal el riu Oglio ansiós per presentar batalla als exèrcits imperials. El Príncep Eugeni de Savoia adoptà una posició defensiva i quan les tropes es llançaren a un atac frontal, foren derrotades. A causa d'aquest fracàs, el mariscal borbònic ordenà a les seves tropes d'acampar a Urago esperant que el Príncep Eugeni de Savoia sortís de la seva posició defensiva i poder lliurat una batalla a camp obert, aprofitant la seva superioritat numèrica, però transcorregut dos mesos sense i amb dificultats d'aprovisionament creixents, les tropes borbòniques hagueren d'aixecar el camp i travessar riu Oglio, per replegar-se a les seves bases de Cremona.

## Batalla
Decidit a donar un cop mortal a les tropes borbòniques al front d'Itàlia, el Príncep Eugeni de Savoia decidí posar en pràctica una operació per a prendre Cremona per sorpresa. Un sacerdot catòlic l'informà que un aqüeducte subterrani per evacuar les immundícies passava sota casa seva i comunicava amb l'exterior.
El Príncep Eugeni de Savoia decidí infiltrar a la ciutat a 300 granaders i alguns obrers. Sortint per la casa del sacerdot catòlic es van dirigir cap a l'antiga porta de Santa Margarida, van fer caure el mur que la condemnava des del seu abandonament, i van obrir així el pas a la cavalleria, que va ocupar ràpidament el centre de Cremona.
Un regiment francès, el de Vaisseaux, que efectuava maniobres des de l'albada, va disparar contra els cuirassers imperials, que es va parapetar a les ruïnes circumdants i va demanar immediatament ajuda. Els imperials progressaven per altres llocs, penetrant en part de les casernes, on varen capturar diverses companyies.
Finalment però, els francesos van aconseguir reagrupar-se i recuperar terreny gràcies a les tropes irlandeses al servei de Lluís XIV de França. A la fi, el regiment Vaisseaux va aconseguir forçar el parapet construït pels imperials a l'entrada de la ciutat, a prop d'on desembocava l'aqüeducte.
Des d'aquell moment el Príncep Eugeni de Savoia perdé el control sobre Cremona. Acabava de fracassar en el seu intent de prendre la porta del Po, i les seves tropes eren malbaratadas majoritàriament en combats carrer per carrer, mentre els magistrats de la ciutat refusaven declarar-se en favor de Carles III. Pensant doncs a retirar-se, va posar tropes de guàrdia a la porta de Santa Margarita i es va replegar cap a aquesta sortida; finalment, després d'un furiós combat en una església, va evacuar la ciutat.

## Conseqüències

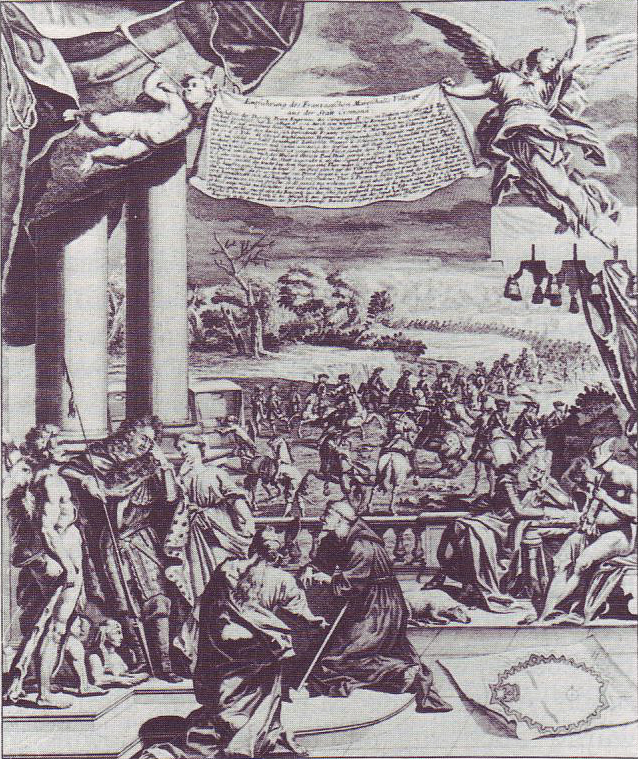
La captura del Duc de Villeroy
representada en un gravat alemany

En la batalla de Cremona el Príncep Eugeni de Savoia va aconseguir, gràcies als hàbils preparatius efectuats, l'èxit inicial de la batalla. Va tenir la satisfacció d'haver portat a bon port una empresa delicada. Tanmateix, a causa d'haver comès l'error d'introduir per combatre a la ciutat més genets que infants, va fracassar en el seu objectiu, veient-se obligat a abandonar-la quan ja semblava ser una fàcil conquesta. Per contra, va obtenir la glòria de capturar el comandant en cap de les tropes borbòniques al front d'Itàlia, el Duc de Villeroy.
Durant el replegament de les seves tropes el Príncep Eugeni de Savoia es va apoderar de gran quantitat de subministrament i de magatzems borbònics al llarg del riu Oglio. Va tornar posteriorment als seus aquarteraments i va fortificar Màntua, després d'haver rebut uns reforços de 15.000 homes.
Per la seva banda les tropes borbòniques, agafades d'improvís, van desplegar sang freda, energia i perseverança. La seva recompensa va ser la conservació de la ciutat de Cremona. Pel que respecta al Duc de Villeroy, el menys destre dels caps de l'Exèrcit francés, negligent per no haver vigilat els moviments i actituds del seu enemic, va ser fet presoner fent-se famosa entre els seus propis soldats la rima:

"Pel favor de Bellone,

i per una felicitat sense igual,

Hem conservat Cremona

--i perdut el nostre general !!"

Fou rellevat del comandament de les tropes borbòniques al front d'Itàlia pel Duc de Vendôme.